# Vergoncey
Vergoncey est une ancienne commune française du département de la Manche et de la région Normandie, peuplée de 187 habitants, devenue le 1er janvier 2017 une commune déléguée au sein de la commune nouvelle de Saint-James.

## Géographie
La commune est au sud-ouest de l'Avranchin. Son bourg est à 8 km au nord-ouest de Saint-James, à 9 km à l'est de Pontorson, à 15 km au sud-est du Mont-Saint-Michel et à 16 km au sud d'Avranches.
Les lieux-dits principaux sont Boucéel, Chanteloup et les Hardières.
| Servon, Pontorson (comm. dél. de Macey) | Servon             | Crollon                          |
| Pontorson (comm. dél. de Macey)         | Vergoncey          | Juilley, Saint-Senier-de-Beuvron |
| La Croix-Avranchin                      | La Croix-Avranchin | La Croix-Avranchin               |

## Toponymie
Le nom de la localité est attesté sous les formes Verguncei vers 1025 et Vergonce en 1236.
Il serait issu d'un anthroponyme germanique tel que Wargingus, ou le féminin Wergund.
Le gentilé est Vergoncéen.

## Histoire
Au début du Xe siècle, Odar de Vergoncey aurait reçu le village de Rollon afin de surveiller la frontière bretonne. En 1434, des Pigace, seigneurs du village, compte parmi les défenseurs du Mont-Saint-Michel.
En 1597, Jacques de Camprond (v. 1560-1620), curé de Vergoncey publia un ouvrage Psautier des Justes plaideurs afin d'aider les plaignants à gagner leur procès.
Le 3 décembre 1795, le château de Boucéel fut le théâtre d'un affrontement entre Chouans et Républicains.
Avant 1801 la paroisse relevait de l'ancien diocèse d'Avranches (archidiaconé d'Avranches, doyenné de la Croix-Avranchin) puis de l'éphémère diocèse de la Manche de 1791 à 1801.

## Politique et administration

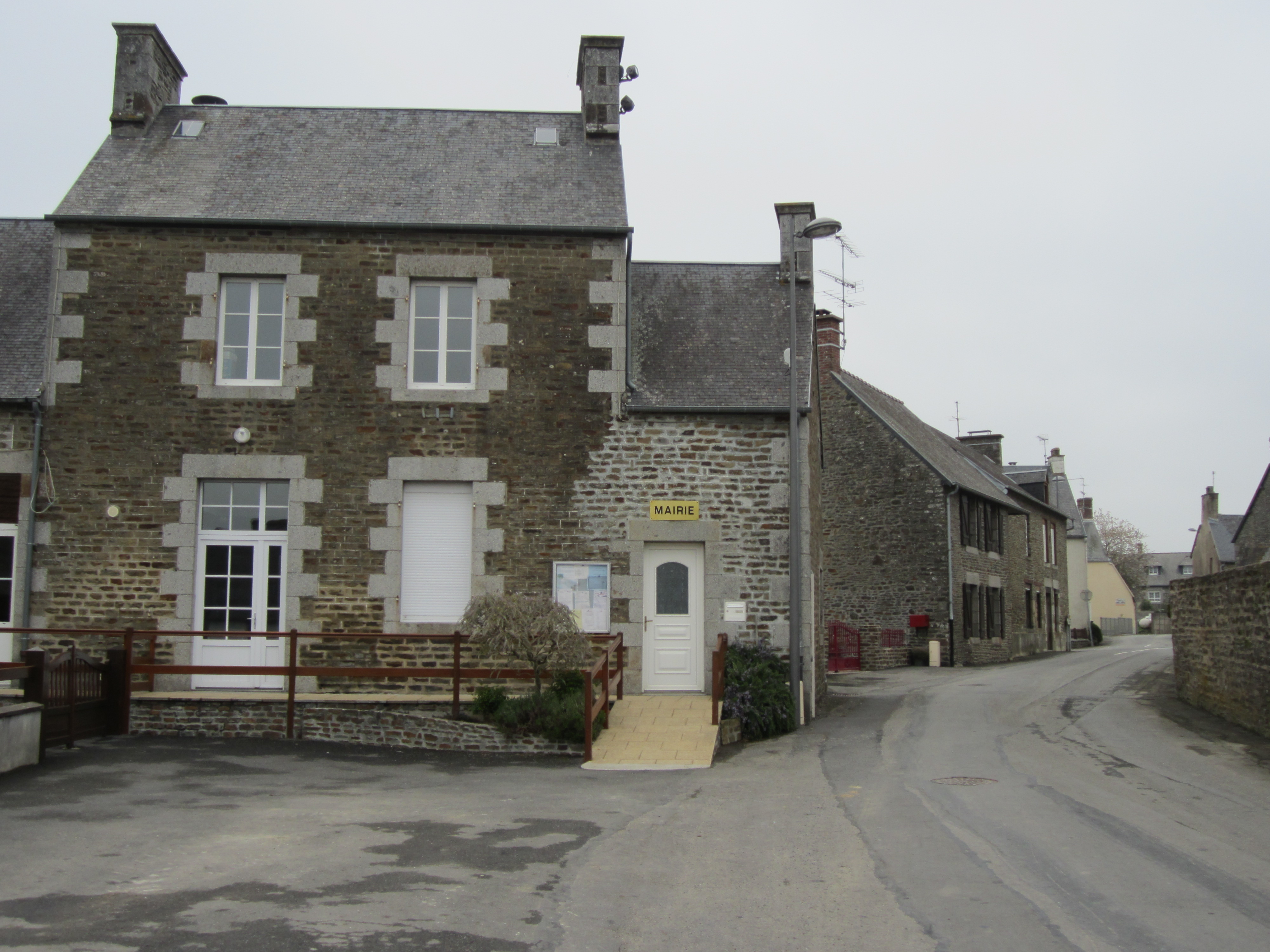
La mairie annexe.

### Liste des maires
| Période                                  | Période              | Identité                 | Étiquette | Qualité                                                                   |
| ---------------------------------------- | -------------------- | ------------------------ | --------- | ------------------------------------------------------------------------- |
| Les données manquantes sont à compléter. |                      |                          |           |                                                                           |
| 1896                                     | 1903                 | Victor Gauchet           |           |                                                                           |
| 1903                                     | 1907                 | Robert de Roquefeuil     |           |                                                                           |
| 1907                                     | 1909                 | Louis Legendre           |           |                                                                           |
| 1909                                     | 1942                 | Robert de Roquefeuil     |           |                                                                           |
| 1942                                     | 1945                 | Michel Guichard          |           |                                                                           |
| 1945                                     | mai 1953             | François de Roquefeuil   |           | Ancien résistant                                                          |
| mai 1953                                 | octobre 1982 (décès) | Yves Robidel (1914-1982) |           | Cultivateur retraité Vice-président du SIVOM de Saint-James               |
| 1982                                     | mars 1989            | Henri Royer              |           |                                                                           |
| mars 1989                                | mars 2008            | Victor Leroy             |           | Retraité agricole, maire honoraire Premier adjoint au maire (1982 → 1989) |
| mars 2008                                | décembre 2016        | Michel Robidel           | SE        | Agriculteur Vice-président de la CC de Saint-James                        |

Le conseil municipal était composé de onze membres dont le maire et deux adjoints.

### Liste des maires délégués
| Période      | Période  | Identité       | Étiquette | Qualité              |
| ------------ | -------- | -------------- | --------- | -------------------- |
| janvier 2017 | En cours | Michel Robidel | SE        | Agriculteur retraité |

## Population et société

### Démographie
L'évolution du nombre d'habitants est connue à travers les recensements de la population effectués dans la commune depuis 1793. À partir du 1er janvier 2009, les populations légales des communes sont publiées annuellement dans le cadre d'un recensement qui repose désormais sur une collecte d'information annuelle, concernant successivement tous les territoires communaux au cours d'une période de cinq ans. 
Pour les communes de moins de 10 000 habitants, une enquête de recensement portant sur toute la population est réalisée tous les cinq ans, les populations légales des années intermédiaires étant quant à elles estimées par interpolation ou extrapolation. Pour la commune, le premier recensement exhaustif entrant dans le cadre du nouveau dispositif a été réalisé en 2006,.
En 2021, la commune comptait 187 habitants, en évolution de −7,43 % par rapport à 2015 (Manche : +0,44 %, France hors Mayotte : +2,49 %).
Vergoncey a compté jusqu'à 733 habitants en 1851.
| 1793 | 1800 | 1806 | 1821 | 1831 | 1836 | 1841 | 1846 | 1851 |
| ---- | ---- | ---- | ---- | ---- | ---- | ---- | ---- | ---- |
| 576  | 566  | 574  | 619  | 614  | 629  | 635  | 695  | 733  |

| 1856 | 1861 | 1866 | 1872 | 1876 | 1881 | 1886 | 1891 | 1896 |
| ---- | ---- | ---- | ---- | ---- | ---- | ---- | ---- | ---- |
| 680  | 680  | 609  | 541  | 554  | 528  | 502  | 463  | 441  |

| 1901 | 1906 | 1911 | 1921 | 1926 | 1931 | 1936 | 1946 | 1954 |
| ---- | ---- | ---- | ---- | ---- | ---- | ---- | ---- | ---- |
| 436  | 411  | 402  | 354  | 357  | 364  | 379  | 302  | 327  |

| 1962 | 1968 | 1975 | 1982 | 1990 | 1999 | 2006 | 2011 | 2016 |
| ---- | ---- | ---- | ---- | ---- | ---- | ---- | ---- | ---- |
| 337  | 295  | 263  | 229  | 196  | 209  | 215  | 209  | 192  |

| 2019 | - | - | - | - | - | - | - | - |
| ---- | - | - | - | - | - | - | - | - |
| 188  | - | - | - | - | - | - | - | - |

### Religion
- Culte catholique : Vergoncey relève du diocèse de Coutances-et-Avranches. L'ancienne paroisse catholique de Vergoncey, qui était à l'origine de la commune actuelle, a été supprimée en 1995. Elle relève désormais de la nouvelle paroisse de Saint-James. L'église reste toutefois église paroissiale, au même titre que les autres églises des anciennes paroisses.

## Culture locale et patrimoine

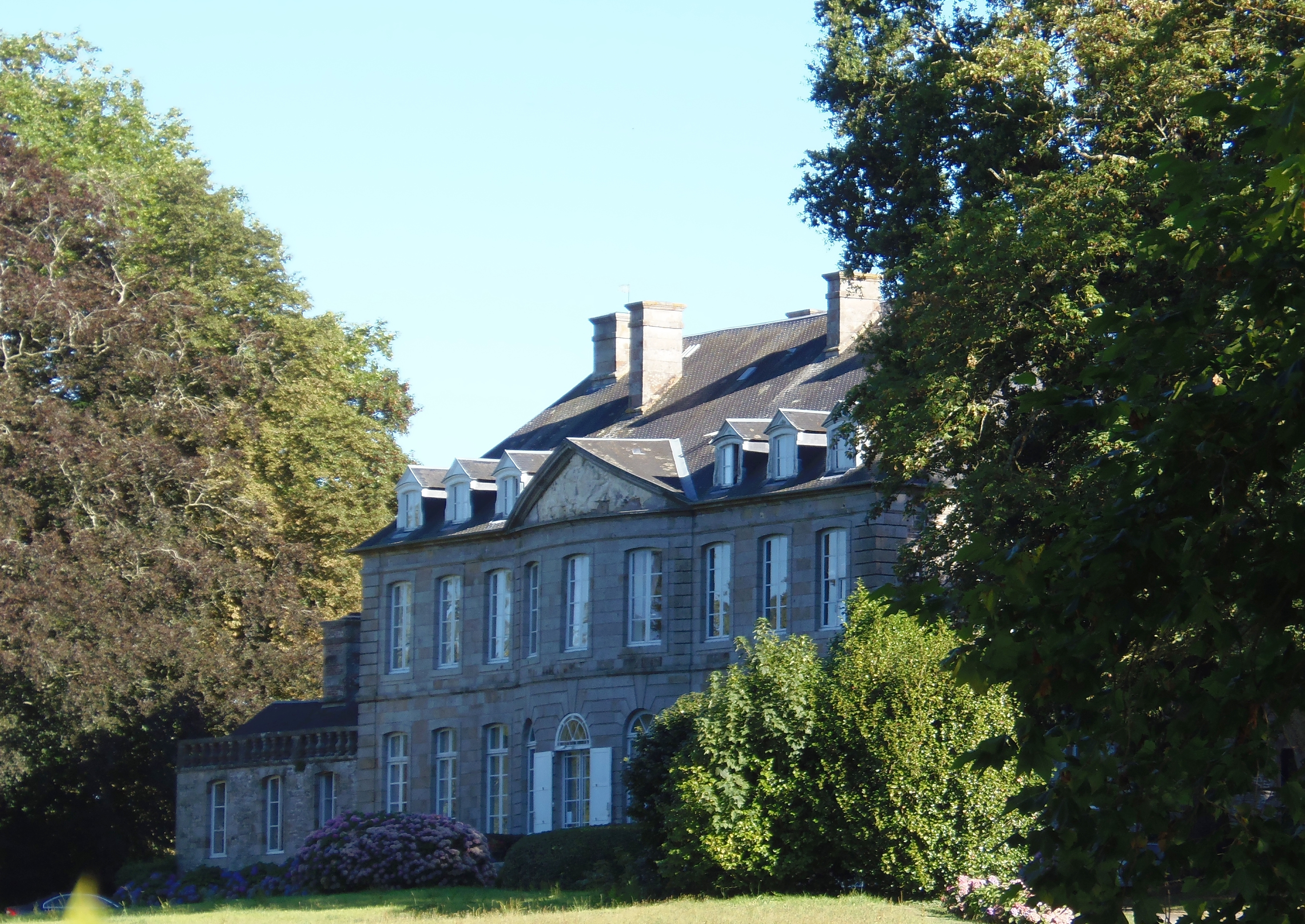
le château de Boucéel.

### Lieux et monuments
L'ancienne église a disparu. L'église Saint-Hilaire actuelle a été rebâtie au même emplacement au XVIIIe siècle. La nef date de 1750, et un clocher a été ajouté en 1843. Il subsiste de l'ancien lieu de culte, des soubassements romans et un portail de la même époque.
Parmi les œuvres conservées, on dénombre un maître-autel et des autels latéraux du XVIIIe, une armoire eucharistique du XVIIe, des fonts baptismaux du XVIe, des statues dont saint Clair du XVIIIe et saint Hilaire du XIXe, les tableaux L'Annonciation du XVIIIe et L'Adoration des bergers du XIXe.
Le château de Boucéel a été construit au XVIIIe siècle (1763) à l'emplacement d'un château médiéval. Il comprend une chapelle des XIIe – XVe siècles, un parc à l'anglaise avec des étangs, une île, des arbres séculaires, et une statue de sainte Émérentienne. Cette demeure, une malouinière, se présente sous la forme d'un corps de logis de plan rectangulaire prolongé de deux pavillons d'un seul niveau. Commandé par Jacques Doynel, marquis de Montécot en 1762, construite par Jacques Basché, géographe des Ponts et Chaussées, les travaux furent terminés en février 1764. Les boiseries intérieures furent réalisées et sculptées par le menuisier virois Jean-Baptiste Le Mazier. La chapelle est d'époque romane. Les façades et les toitures, la salle à manger, la bibliothèque, le boudoir et le grand salon du rez-de-chaussée avec leur décor, ainsi que la chapelle, sont inscrits au titre des monuments historiques par arrêté du 30 décembre 1986.
La place fut notamment la possession des familles Pigace, défenseurs du Mont-Saint-Michel, des Montécot qui soutinrent la cause chouanne, et en 1895, les Roquefeuil qui se sont illustrés dans la Résistance.
Parmi les autres éléments du patrimoine communal on trouve la fontaine Saint-Clair et sa statue du XIXe siècle réputées pour guérir les maux d'yeux, la fontaine Saint-Émérance à Boucéel, une croix de cimetière du XVIIe siècle et un calvaire du XIXe siècle posé sur une table d'autel médiévale.
Sur la place, une petite stèle en forme de puits arbore les armoiries et la devise du village.

### Personnalités liées à la commune
- Pierre Delaunay-Deslandes (Vergoncey, 1726 - 1803), directeur de la manufacture des glaces de Saint-Gobain.